# سنجاب نواری ماریتایم
سنجاب نواری ماریتایم یا سنجاب نواری شرقی (نام علمی: Tamiops maritimus) نام یک گونه از زیرخانواده زیباسنجابیان است.